# الفضاء الذي بيننا
الفضاء الذي بيننا (بالإنجليزية: The Space Between Us) هو فيلم رومانسي خيال علمي أمريكي صدر في 2017، من إخراج بيتر تشيلسوم وبطولة كل من غاري أولدمان، أسا بترفيلد، كارلا جوجينو، وبريت روبرتسون. تدور أحداث الفلم حول طفل مراهق (أسا بترفيلد) ولد في كوكب المريخ، ثم قرر الانتقال إلى كوكب الأرض.
التصوير الرئيسي للفيلم بدأ في 14 سبتمبر 2015، في مدينة ألباكركي، بولاية نيو مكسيكو الأمريكية. تم إصدار الفيلم في 03 فبراير 2017 من طرف شركة التوزيع إس تي إكس إنترتينمنت. تلقى الفيلم مراجعات سلبية من النقاد، كما جنى إيرادات بقيمة 14.8 مليون دولار مقابل ميزانية بلغت 30 مليون دولار.

## ملخص القصة
فيلم تجري أحداثه حول فتى وُلِدَ في الفضاء تحديدًا في كوكب المريخ، المتميز بذكاءه والذي لا يفقه شيئًا من تصرفات البشر على كوكب الأرض، وأراد العيش في كوكب الأرض، وأحب فتاة من الأرض تدعى (تولسا). ولكن الفضاء كان العائق الوحيد بينهما.

## طاقم التمثيل
- غاري أولدمان [8] (الدور: Nathaniel Shepherd).
- أسا بترفيلد [9] (الدور: Gardner Elliot).
- كارلا جوجينو [8] (الدور: Kendra Wyndham).
- بريت روبرتسون [8] (الدور: Tulsa).
- بي دي ونغ [10] (الدور: Genesis Director Tom Chen).
- جانيت مونتغومري [10] (الدور: Sarah Elliot).
- جيل برمنغهام (الدور: Shaman Neka).

## الإصدار

### شباك التذاكر
حصد الفيلم إيرادات بقيمة 7.9 مليون دولار أمريكي في الولايات المتحدة وكندا، بينما جنى الفيلم حوالي 6.9 مليون دولار أمريكي في باقي دول العالم، ليصبح مجموع ما جمعه في جميع أنحاء العالم 14.8 مليون دولار أمريكي.
أنهى الفيلم يومه الافتتاحي بمداخيل بلغت 1.4 مليون دولار أمريكي، بينما اختتم أسبوعه الافتتاحي بإيرادات وصلت إلى 3.8 مليون دولار متجاوزة بذلك كل التوقعات، حيث احتل المركز السابع في البوكس أوفيس.

### ردود النقاد
تلقى الفيلم مراجعات سلبية من النقاد، حيث حصل على نسبة إقبالٍ هي 17 بالمئة من النقاد بناءً على 109 مراجعة على موقع الطماطم الفاسدة بمتوسط 4.3/10. بينما على موقع ميتاكريتيك، والذي يضع معيار 1 من مئةٍ بناءً على مراجعات النقاد المعروفين، فقد حصل الفيلم على معدل 33 بناءً على 32 مراجعات.

## الجوائز والترشيحات
| الجائزة                          | الفئة                              | المرشح        | النتيجة | مرجع   |
| -------------------------------- | ---------------------------------- | ------------- | ------- | ------ |
| جائزة اختيار المراهقين لسنة 2016 | جائزة اختيار المراهقين لأفضل ممثلة | بريت روبرتسون | رُشِّح     | [ 14 ] |

## روابط خارجية
- الفضاء الذي بيننا على موقع IMDb (الإنجليزية)
- الفضاء الذي بيننا على موقع ميتاكريتيك (الإنجليزية)
- الفضاء الذي بيننا على موقع روتن توميتوز (الإنجليزية)
- الفضاء الذي بيننا على موقع نتفليكس (الإنجليزية)
- الفضاء الذي بيننا على موقع قاعدة بيانات الأفلام العربية
- الفضاء الذي بيننا على موقع ألو سيني (الفرنسية)
- الفضاء الذي بيننا على موقع أول موفي (الإنجليزية)
- الفضاء الذي بيننا على موقع بوكس أوفيس موجو (الإنجليزية)
- الفضاء الذي بيننا على موقع فيلمافينيتي (الإسبانية)
- الفضاء الذي بيننا على موقع قاعدة بيانات الأفلام السويدية (السويدية)